# Нест-Сотра
«Нест-Сотра» (норв. Nest-Sotra Fotball) — норвежский футбольный клуб из селения Оготнес. В настоящий момент он выступает в Первом дивизионе, втором по силе дивизионе страны. Традиционными цветами клуба являются зелёный и белый.
Футбольный клуб был основан в 1968 году. В сезоне 2013 года клуб впервые в своей истории добился права на следующий год выступать в Первом дивизионе.
«Нест-Сотра» играет свои домашние матчи на стадионе Оготнес в Оготнесе, вмещающем 2 000 зрителей.